# Aguilar de la Frontera
Pour les articles homonymes, voir Aguilar.

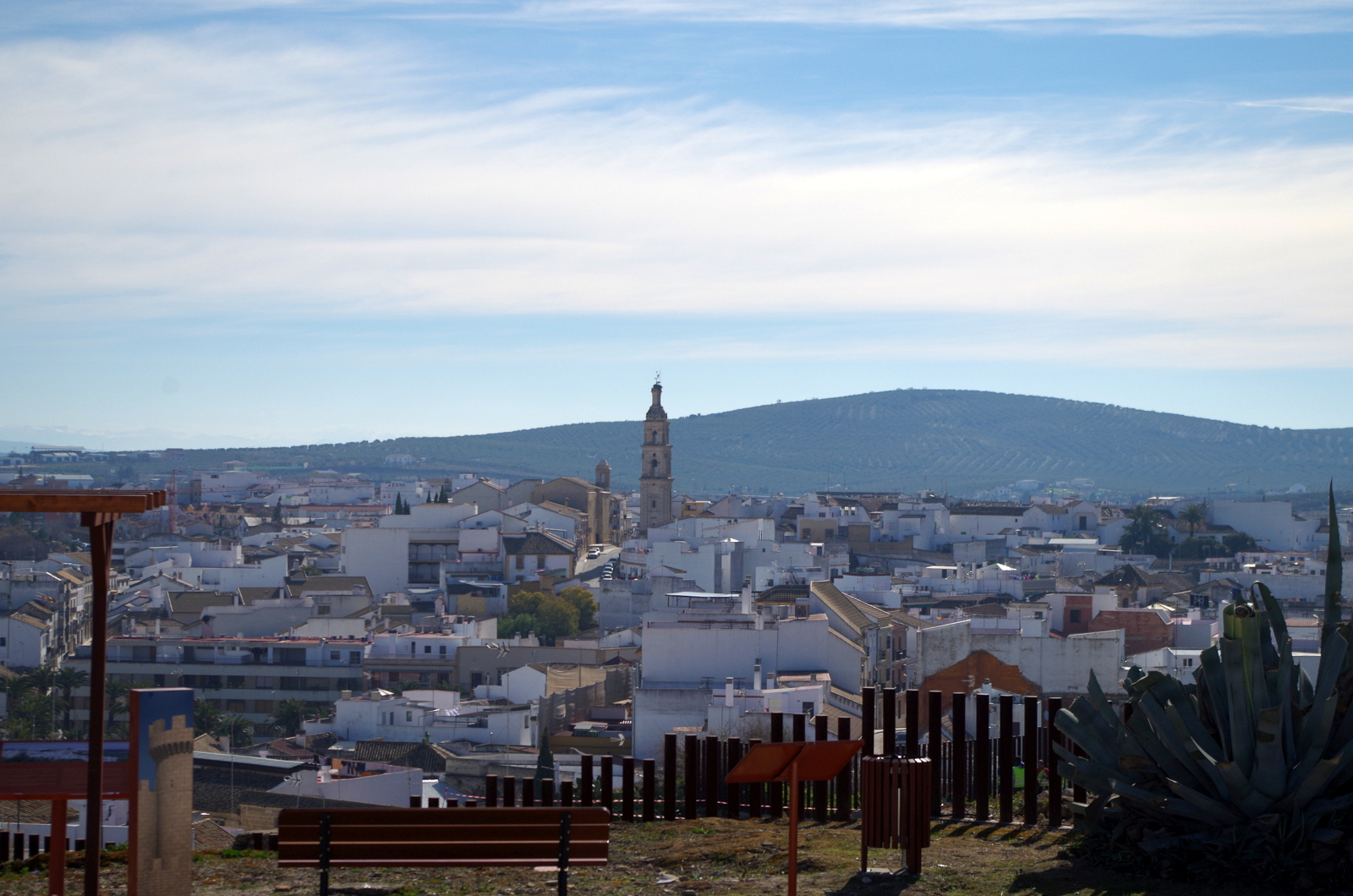

Aguilar de la Frontera est une commune de la province de Cordoue, dans la communauté autonome d'Andalousie, en Espagne, à 44 kilomètres au Sud-Est de Cordoue.

## Géographie
Aguilar de la Frontera est située au sud de la province Andalouse, dans la contrée de la Campiña. Ses terres, légèrement ondulées, sont consacrées à l'agriculture, notamment à la culture de l'olivier, des céréales, ainsi que quelques vignobles. Sur cette commune se trouve la Réserve Naturelle de las Lagunas de Zóñar y Rincón (lacs), les plus importants de tout le complexe humide du sud de Cordoue. Il s'agit d'un lieu d'une grande beauté entouré de terres cultivées où vivent de nombreux oiseaux aquatiques, dont le plus important est le canard "malvasía'.
Située sur une petite colline, la commune s'étend vers les champs avec ses maisons blanches et les ruines du château. De nombreux monuments reflètent le passé et la ville avec notamment la Torre del Reloj (Tour de l'Horloge), l'Église de l'Hôpital et la Place San José, de forme octogonale.

## Histoire
Sur cette commune existent des vestiges datant de périodes comprises entre le Néolithique et le Haut Moyen-âge. Les restes les plus abondants sont ceux du village néolithique situé sur le versant de la colline appelée Cerro del Castillo, composés de couteaux en silex, vestiges du milieu de l'âge du Bronze, des cultures ibérique et romaine, cette dernière étant représentée par la découverte de l''Éphèbe" en bronze. Les Romains lui donnèrent le nom d'Ipagro.
Sous la domination musulmane, le village reçut le nom de Bulay ou Poley et fut témoin du courage d'Omar ben Hafsun, leader des renégats appelés "muladíes', qui s'en servit comme base d'opérations.
La christianisation de ces lieux est indiquée dans le procès-verbal du Concile d'Elvira de l'an 306 auquel participa, en tant que tête de diocèse, son évêque Simagine; d'autre part, le Concile de Cordoue de l'an 839 nous apprend que Recafredo, évêque de Cordoue, l'était également d'Ipagro.
Le village fut reconquis par Ferdinand III puis donné à Cordoue jusqu'en 1275 où Alphonse X en fit don à Gonzalo Yáñez qui changea le nom de la localité pour celui d'Aguilar en souvenir de sa mère, la Portugaise María Méndez de Aguilar.
Puis il devint de nouveau propriété de la Couronne avant d'être cédé tout d'abord par Pedro el Cruel à Alonso Fernández Coronel, et plus tard par Henri II à Gonzalo Fernández en 1369. Le domaine seigneurial d'Aguilar fut maintenu jusqu'à la fin du XVIIIe siècle.

## Jumelage
La ville d'Aguilar de la Frontera est jumelée avec la commune Française de Verneuil-sur-Seine.

## Source
- Dezobry et Bachelet, Dictionnaire de biographie, t.1, Ch. Delagrave, 1876, p.29.